# 樂善堂梁銶琚學校
樂善堂梁銶琚學校是香港新界元朗天水圍天瑞邨的一所由九龍樂善堂和梁銶琚創辦的全日制小學男女校。是一所靈活式校舍。2004年學校正式分拆成兩所全日制學校，新增學校名為「樂善堂梁銶琚學校（分校）」。

## 學校背景
樂善堂梁銶琚學校創立於1993年，學校沒有宗教背景，辦學團體為九龍樂善堂，校長是陳婉婷校長，校監董貺漄先生。

## 校舍
此學校是一所靈活式校舍。小三至小六按學習能力分班，並於小四至小六設BYOD班。

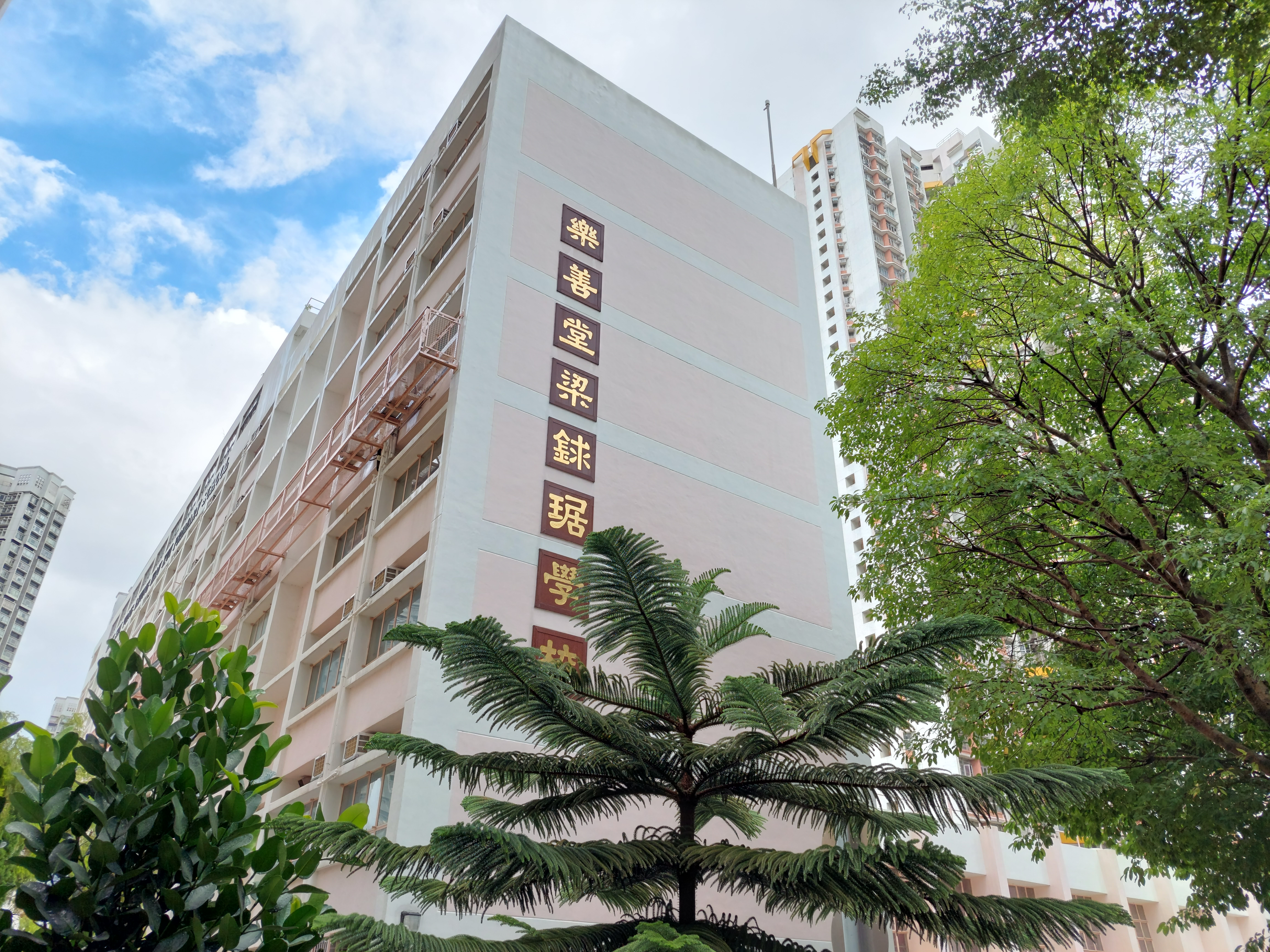
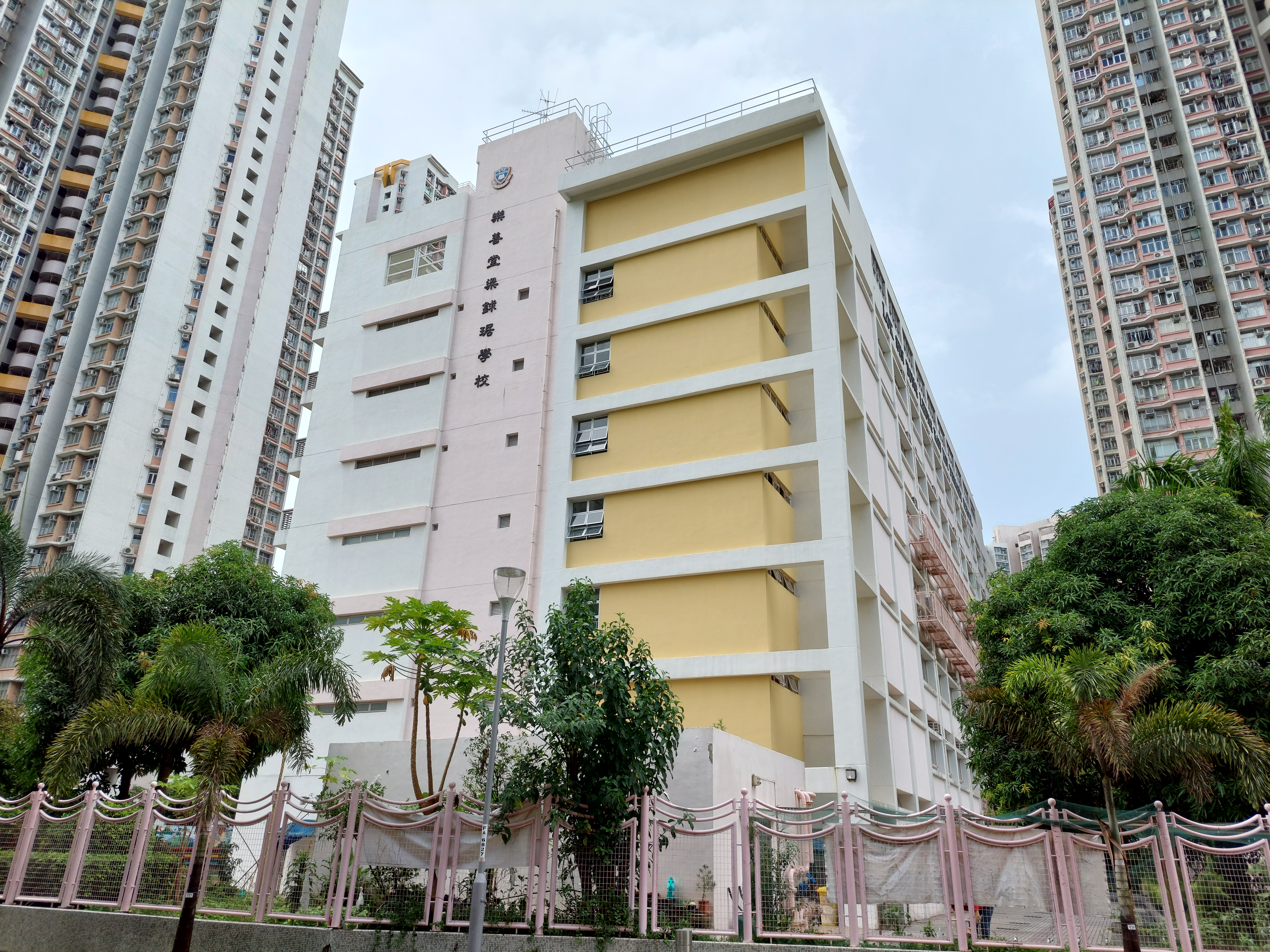